# Harpagus bidentatus
Il nibbio dentato (Harpagus bidentatus (Latham, 1790)) è un uccello rapace della famiglia degli Accipitridi, diffuso in America Latina.

## Distribuzione e habitat
La specie è diffusa nell'ecozona neotropicale, dal Messico sino al Brasile.